# Fellipe Bertoldo
Fellipe Bertoldo (født 5. januar 1991) er en østtimorisk fodboldspiller.

## Østtimors fodboldlandshold
| Østtimors landshold | Østtimors landshold | Østtimors landshold |
| År                  | Kmp                 | Mål                 |
| ------------------- | ------------------- | ------------------- |
| 2014                | 4                   | 1                   |
| 2015                | 1                   | 0                   |
| Total               | 5                   | 1                   |